# Хоакін Гусман Лоера
Хоакі́н Гусма́н Лое́ра (ісп. Joaquín Guzmán Loera, відомий як «Ель Чапо» ісп. «El Chapo» — укр. Коротун; нар. 25 грудня 1957, Ла Туна, Бадірагуато, Сіналоа, Мексика) — мексиканський наркобарон, мільярдер.
Посідає 24 місце в рейтингу найвпливовіших людей світу (2011 рік). Після вбивства американськими військовими Осами бін Ладена став найнебезпечнішим розшукуваним злочинцем світу. 2011 року за версією Forbes Хоакін посів перше місце в списку найбільш розшукуваних злочинців світу. Гузман Лоера був лідером найбільшого наркокартелю Сіналоа. Влада США оголосила винагороду в розмірі $5 млн за затримання Гусмана Лоери. Це одна з найбільших винагород в історії міжнародної боротьби з наркомафією. «Кар'єру» наркоторговця Хоакін розпочинав як «учень» Мігеля Анхеля Фелікса Гальярдо.
Наркобарона затримали в ніч проти 22 лютого 2014 року в одному з готелів міста Масатлан. 11 липня 2015 року Ель Чапо втік із в'язниці з посиленою охороною в Мексиці; під його камерою був знайдений тунель завдовжки півтора кілометра.
12 лютого 2019 року Бруклінський федеральний суд визнав винним Хоакін «Ель Чапо» Гусман за всіма 10 пунктами. Обвинувачення включають участь у сталому кримінальному підприємстві, змові з відмивання доходів від наркотиків, міжнародному розподілі кокаїну, героїну, марихуани та інших наркотиків, а також використання вогнепальної зброї під час скоєння злочину.

## Повернення до в'язниці
8 січня 2016 року правоохоронні органи Мексики спіймали Хоакіна Гусмана. Про це повідомив на своїй сторінці в мережі Twitter президент Енріке Пенья Ньєто. Мексиканські спецслужби, після отримання інформації, що «Коротун» переховується в рідному штаті Сіналоа, залучили до участі в операції з його арешту елітний підрозділ морської піхоти, але наркобарону вдалося втекти через каналізацію. Проте незабаром його знову знайшли, але тепер вже у мотелі за 6 км від міста Лос Мочіс і заарештували. Арештованого наркобарона під посиленою охороною повернули в ту ж саму в'язницю, з якої він утік пів року тому. Мексиканське телебачення транслювало повернення «Коротуна» до в'язниці.